# Simulium aureum
Simulium aureum är en tvåvingeart som först beskrevs av Fries 1824.  Simulium aureum ingår i släktet Simulium och familjen knott. Arten är reproducerande i Sverige. Inga underarter finns listade i Catalogue of Life.